# Connectionless Network Protocol
Connectionless Network Protocol (CLNP) est un protocole d'adressage normé par l'Union internationale des télécommunications. À l'instar d'IP, il n'impose pas l'établissement d'un circuit virtuel avant l'envoi de données. CLNP est normalisé dans la RFC 994 et ISO 8473. La RFC 1069 permet l'utilisation de CLNP avec des adresses IP.
CLNP est une implémentation de Connectionless network service (CLNS) de l'ISO.
CLNP utilise IS-IS comme protocole de routage. Bien que CLNP ne soit pas utilisé sur Internet, on le trouve déployé dans les réseaux des opérateurs de télécommunications car l'UIT-T l'impose pour la gestion des équipements SDH.